# Makayla Greenwood
Makayla Greenwood, född 25 oktober 2003, är en amerikansk taekwondoutövare.

## Karriär
I juni 2021 tog Greenwood guld i 53 kg-klassen vid panamerikanska mästerskapen i Cancún efter att ha besegrat brasilianska Leonor Dias i finalen. I maj 2022 tog hon återigen guld i 53 kg-klassen vid panamerikanska mästerskapen i Punta Cana efter att ha besegrat kubanska Tamara Robles i finalen. I november 2022 tog Greenwood guld i 53 kg-klassen vid VM i Guadalajara efter att ha besegrat kinesiska Zuo Ju i finalen.
I maj 2024 tog Greenwood guld i 62 kg-klassen vid panamerikanska mästerskapen i Rio de Janeiro efter att ha besegrat kanadensiska Leonarda Andric i finalen.